# Дружба (Приморский край)
Дру́жба — село в Пограничном районе Приморского края России.
Входит в состав муниципального образования Сергеевское сельское поселение.

## История
Село основано 11 ноября 1957 года. Первые жители этого села были переселенцы-корейцы из Ташкента. Собрание жителей постановило назвать село Дружбой, отсюда и название колхоза было — «Дружба». Основными направлениями колхоза были полеводство, животноводство. С 1960 года колхоз «Дружба» преобразован в совхоз, и село Дружба стало 3-м отделением совхоза «Сергеевский».

## Население
| 2002 | 2010 |
| ---- | ---- |
| 53   | ↘50  |

## Улицы
- Верхняя улица
- Нижняя улица
- Просёлочная улица
- Просёлочный переулок